# Batalla de Killiecrankie
La batalla de Killiecrankie  (en gaélico escocés Cath Raon Ruairidh) la disputaron escoceses de los clanes de las tierras altas que apoyaban al rey Jacobo VII de Escocia (también conocido como Jacobo II de Inglaterra) contra las tropas gubernamentales (compuestas principalmente por escoceses de las tierras bajas, pero a las que a veces se aplica la etiqueta equívoca de "inglesas", que apoyaban al rey Guillermo de Orange el día 27 de julio de 1689, durante la Revolución Gloriosa. Aunque supuso una importante victoria para los jacobitas, tuvo poco efecto sobre el resultado global de la guerra.  Una vez que su líder había muerto, sus fuerzas se dispersaron en la Batalla de Dunkeld, el siguiente mes.